# Mount Evans
Mount Evans je druhá nejvyšší hora pohoří Front Range, nachází se v Jižních Skalnatých horách.
Hora leží přibližně 55 km západně od Denveru, v Clear Creek County, v severní části Colorada.
Mount Evans je dvacátou sedmou nejvyšší horou Spojených států a čtyřicátou první nejvyšší horou Severní Ameriky. Hora tvoří jednu z dominant metropolitní oblasti Denveru a širokého okolí. Vystupuje 2 700 metrů nad východně ležící Velké roviny a je viditelná z dálky více než 150 kilometrů.